# Uzavas lejtece
Uzavas lejtece este o arie protejată (arie specială de conservare — SAC, sit de importanță comunitară — SCI, arie de protecție specială avifaunistică — SPA) din Letonia întinsă pe o suprafață de 1.434,13 ha, integral pe uscat.

## Localizare
Centrul sitului Uzavas lejtece este situat la coordonatele 57°08′55″N 21°30′27″E / 57.1486°N 21.5074°E.

## Înființare
Situl Uzavas lejtece a fost declarat arie de protecție specială avifaunistică în mai 2004 pentru a proteja 26 de specii de animale. Alte tipuri de protecție:
- sit de importanță comunitară (în mai 2004)
- arie specială de conservare (în mai 2004)[1][3][4]

## Biodiversitate
Situată în ecoregiunea boreală, aria protejată conține 4 habitate naturale: Pajiști fino-scandinave uscate până la mezice, bogate în specii de altitudine mică, Pajiști aluvionare boreale nordice, Fânețe de joasă altitudine (Alopecurus pratensis, Sanguisorba officinalis), Păduri aluvionare cu Alnus glutinosa și Fraxinus excelsior (Alno-Padion, Alnion incanae, Salicion albae).
La baza desemnării sitului se află mai multe specii protejate:
- păsări (21): gârliță mare (Anser albifrons), gâscă de semănătură (Anser fabalis), acvilă țipătoare mică (Aquila pomarina), Branta leucopsis, caprimulg (Caprimulgus europaeus), barză albă (Ciconia ciconia), erete de stuf (Circus aeruginosus), erete vânăt (Circus cyaneus), erete cenușiu (Circus pygargus), prepeliță (Coturnix coturnix), cristeiul de câmp (Crex crex), Cygnus columbianus bewickii, lebădă de iarnă (Cygnus cygnus), lebădă de vară (Cygnus olor), cocor (Grus grus), codalb (Haliaeetus albicilla), sfrâncioc roșiatic (Lanius collurio), pescăruș mic (Larus minutus), pescăruș râzător (Larus ridibundus), ferestraș mic (Mergus albellus), cocoșul de mesteacăn (Tetrao tetrix tetrix)
- mamifere (1): vidră de râu (Lutra lutra)
- nevertebrate (1): Unio crassus
- pești (3): Lampetra fluviatilis, cicar (Lampetra planeri), somonul (Salmo salar)

Pe lângă speciile protejate, pe teritoriul sitului au mai fost identificate 3 specii de plante, 7 specii de păsări.